# Nimrod (informatyka)

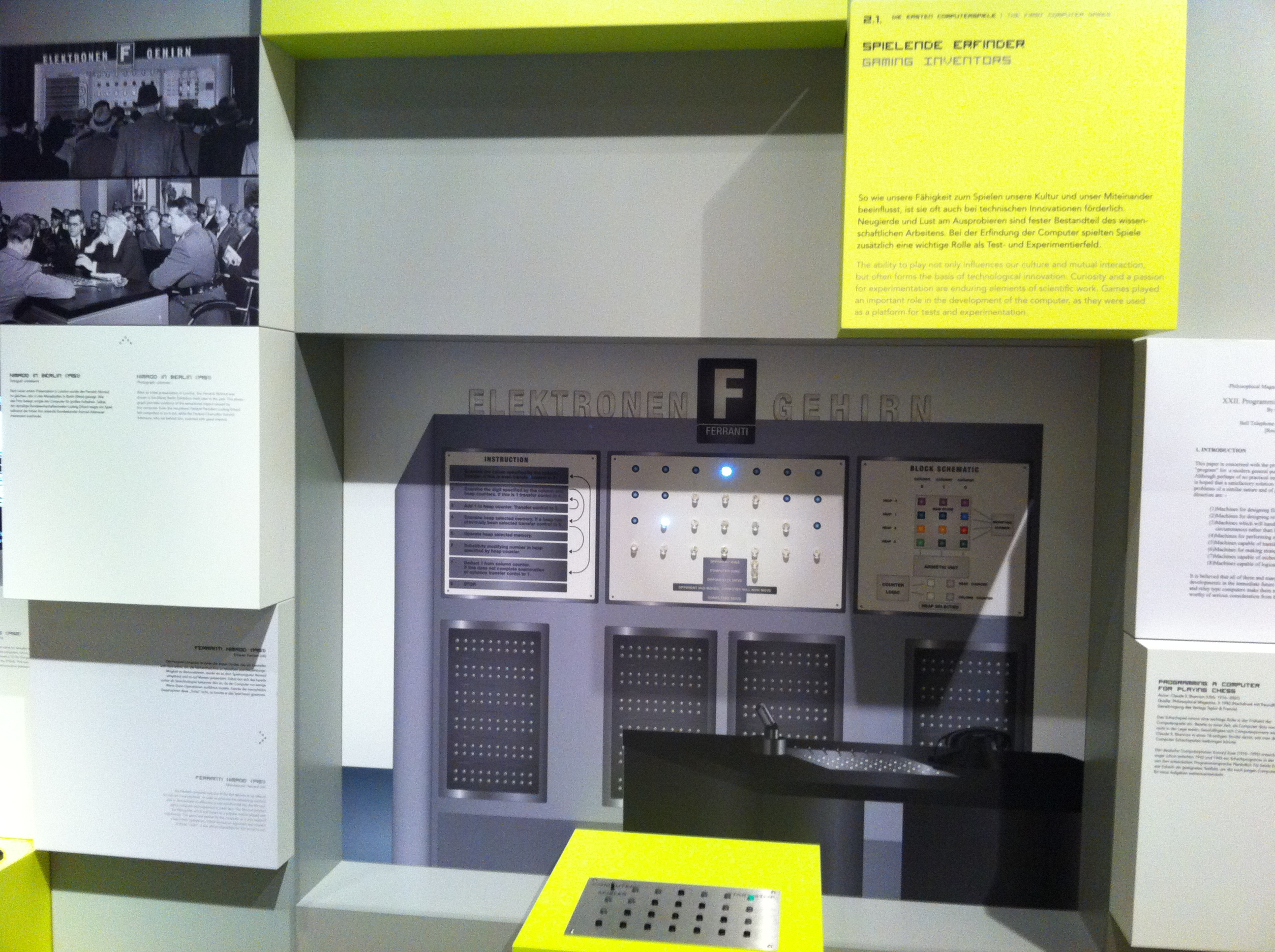
Nimrod w Computerspielemuseum Berlin

Nimrod - specjalny komputer do celu gry w Nim. Zaprojektowany i zbudowany przez Ferranti w 1951 roku. Nimrod został zaprezentowany na Festival of Britain w 1951 roku. Komputer ten miał wymiary 3,5 x 1,5 x 2,7 m

## Struktura
| Nimrod | Nimrod                                                                 |
| ------ | ---------------------------------------------------------------------- |
| 1.     | Panel instrukcji                                                       |
| 2.     | Panel główny                                                           |
| 3.     | Panel blokowy                                                          |
| 4.     | Panel pokazujący aktualne obliczenia procesora w zwolnionym tempie gry |
| 5.     | Panel sterowania Nimroda                                               |